# 마일스 텔러
마일스 텔러(영어: Miles Teller, 1987년 2월 20일~ )는 미국의 배우이다. 대표 출연작으로는 《풋루즈》(2011), 《프로젝트 X》(2012), 《위플래쉬》(2014), 《탑건: 매버릭》(2022) 등이 있다.

## 영화
- 래빗 홀
- 풋루즈 (2011년 영화)
- 프로젝트 X (2012년 영화)
- 스펙타큘라 나우
- 위플래쉬 (2014년 영화) - 앤드류 역
- 댓 어쿼드 모먼트: 그 어색한 순간
- 다이버전트 (영화)
- 투 나잇 스탠드
- 인서전트 (영화)
- 판타스틱 4 (2015년 영화)
- 다이버전트 시리즈: 얼리전트
- 워 독 - 데이빗 팩커즈 역
- 온리 더 브레이브
- 땡큐 포 유어 서비스 (영화)
- 탑건: 매버릭 - 루스터 역
- 스파이더헤드 - 제프 역
- 더 캐니언 - 리바이 역

## 텔레비전
- 언유주얼즈